# Ebershausen
Ebershausen è un comune tedesco di 622 abitanti, situato nel land della Baviera.